# Dillon Brooks

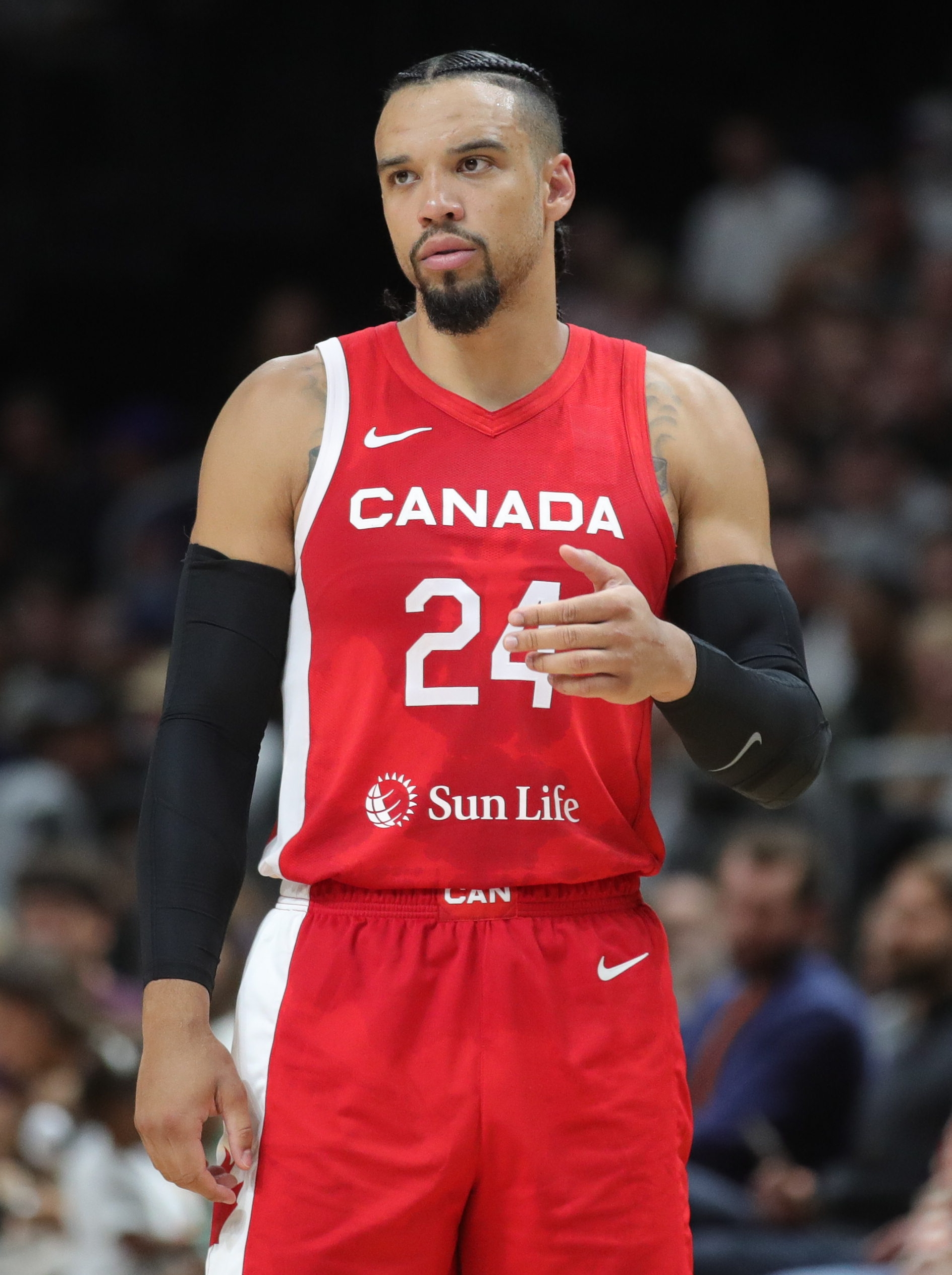
Dillon Brooks, 2023.

Dillon Brooks, född 22 januari 1996 i Mississauga i Ontario, är en kanadensisk professionell basketspelare (SF/SG) som spelar för Phoenix Suns i National Basketball Association (NBA). Han har tidigare spelat för Memphis Grizzlies och Houston Rockets.
Brooks var med och vinna bronsmedalj, tillsammans med det kanadensiska basketlandslaget, vid världsmästerskapet i basket för herrar 2023.
Han draftades av Houston Rockets i andra rundan i 2017 års draft som 45:e spelare totalt.
Innan Brooks blev proffs studerade han vid University of Oregon och spelade för deras idrottsförening Oregon Ducks.